# 七人の夫 劇団ヘラクレスの掟NextStage
『七人の夫 劇団ヘラクレスの掟NextStage』(しちにんのおっと げきだんヘラクレスのおきてネクストステージ)は 2018年10月19日から12月21日までの毎週金曜日（木曜深夜）0時25分-翌0時55分に東海テレビの制作により放送されていた日本のテレビドラマ。

## キャスト
- 劇団ヘラクレスの掟メンバー
  - 中村パウロ
  - 折戸正大
  - 大西翔
  - 小木曽龍之介
  - マイキ
  - 吉田光
  - 鶴田良介
- ゆいP（おかずクラブ）

## スタッフ
- 脚本 - 吉高寿男、高山直也、加藤綾佳
- 音楽 - AViA
- 演出 -  後藤ヨシチカ、佐々木真吾
- 主題歌 - 劇団ヘラクレスの掟「僕に決めて」
- 制作 -　ソニー・ミュージックエンタテインメント 、吉本興業、東海テレビ

## 放送日程
| 各話   | 放送日   | サブタイトル               | 脚本     | 演出         |
| ------ | -------- | -------------------------- | -------- | ------------ |
| 第1話  | 10月19日 | 僕が夫になった理由         | 吉高寿男 | 後藤ヨシチカ |
| 第2話  | 10月26日 | 夫はつらいよ               | 高山直也 | 後藤ヨシチカ |
| 第3話  | 11月2日  | 土曜日はデンジャラス       | 加藤綾佳 | 佐々木真吾   |
| 第4話  | 11月9日  | 栄の中心で、愛をさけぶ     | 吉高寿男 | 後藤ヨシチカ |
| 第5話  | 11月16日 | ツレに秘密がありまして。   | 高山直也 | 佐々木真吾   |
| 第6話  | 11月23日 | 毎週、妻が浮気します       | 吉高寿男 | 後藤ヨシチカ |
| 第7話  | 11月30日 | 餃子は地球を救う！？       | 高山直也 | 佐々木真吾   |
| 第8話  | 12月7日  | パウロ、夫やめるってよ     | 加藤綾佳 | 佐々木真吾   |
| 第9話  | 12月14日 | 水曜日はリーサル・ウェポン | 高山直也 | 後藤ヨシチカ |
| 最終話 | 12月21日 | ボヘミアン・ラブストーリー | 吉高寿男 | 後藤ヨシチカ |